# دانكلير
دانكلير بيريرا (بالبرتغالية: Dankler Luis de Jesus Pedreira‏) (24 يناير 1992 بالبرازيل - ) هو لاعب كرة قدم برازيلي في مركز الدفاع . لعب مع إشتوريل برايا وبوتافوغو ريغاتاس ونادي جوينفيل ونادي فيتوريا والنادي الأهلي السعودي.

## روابط خارجية
- دانكلير على موقع رابطة كرة القدم اليابانية للمحترفين (اليابانية)
- دانكلير على موقع قاعدة بيانات كرة القدم.إي يو (الإنجليزية)
- دانكلير على موقع Soccerway.com (الإنجليزية)
- دانكلير على موقع عالم كرة القدم.نت (الإنجليزية)
- دانكلير على موقع AS.com (الإسبانية)